# Rare Live
A Rare Live – A Concert Through Time and Space a brit Queen együttes koncertfilmje, melyet különböző helyszíneken és időpontokban rögzített felvételekből állítottak össze. Az egyes dalokat is több, vegyes minőségű felvételből vágták össze. A videót több helyen is kritizálták a hozzáértők az egyes helyszín- és időpontmegjelölések nyilvánvaló tévedései miatt.

## Számlista
A listában a dalcímek mögött nem a VHS kazetta borítóján hibásan feltüntetett, hanem a valódi helyszínek és időpontok szerepelnek.
1. I Want It All (intro)
2. Crazy Little Thing Called Love – Tokió 1982 és 1985
3. Liar – Rainbow Theatre, London 1974
4. Another One Bites the Dust – Buenos Aires 1981 és Bécs 1982
5. Rock 'N' Roll Medley – Hammersmith Odeon, London 1975
6. My Melancholy Blues – Houston 1977
7. Hammer to Fall – Wembley Stadium, London 1986
8. Killer Queen – Earls Court, London 1977
9. We Will Rock You – Live Aid 1985
10. Somebody to Love – Milton Keynes 1982
11. Tie Your Mother Down – Párizs 1979 és Rio de Janeiro 1985
12. Keep Yourself Alive – Hammersmith Odeon, London 1975 és Tokió 1985
13. Love of My Life – Sao Paulo 1981
14. Stone Cold Crazy – Rainbow Theatre, London 1974
15. Radio Ga Ga – Sydney 1985 és Knebworth Park 1986
16. You Take My Breath Away – Earls Court, London 1977
17. Sheer Heart Attack – Houston 1977
18. We Are the Champions – Bécs 1982 és Knebworth Park 1986
19. God Save the Queen – Bécs 1982

## Közreműködők
- Freddie Mercury – ének, piano
- Brian May – gitár, ének
- John Deacon – basszusgitár
- Roger Taylor – dobok, ének
- Fred Mandel – billentyűk a Crazy Little Thing Called Love dalban
- Spike Edney – gitár a Hammer to Fall dalban